# Trouser Press
Trouser Press — американский рок-музыкальный журнал, созданный в Нью-Йорке в 1974 году и специализировавшийся на обозрении новой (авангардной, альтернативной, экстремальной) музыки тех лет, первое время — исключительно британской. Формально закрывшись в 1984 году, журнал фактически просто сменил формат — сначала став энциклопедическим альманахом (Trouser Press Guide to…), затем — онлайн-энциклопедией TrouserPress.com, самопровозглашённой «Библией альтернативного рока».

## История
Журнал Trouser Press был создан в 1974 году в Нью-Йорке журналистом, музыкальным критиком и издателем Айрой Роббинсом (англ. Ira Robbins), вместе с Дэйвом Шульпсом и Карен Роуз. Первое время он назывался Trans-Oceanic Trouser Press (отсылка к песне The Bonzo Dog Doo-Dah Band, одновременно — акроним названия музыкальной телепрограммы Top of the Pops).
Первоначальной целью издания было знакомство американской публики с лучшими британскими группами и исполнителями; ранние номера на обложке несли слоган: «Единственный американский журнал британского рока» (America’s Only British Rock Magazine). В числе интервьюируемых здесь артистов были Брайан Ино и Роберт Фрипп; журнал имел обширный раздел рецензий. После 14-го выпуска заголовок был сокращен до Trouser Press, и журнал постепенно превратился в обычное рок-издание высокопрофессионального уровня с цветной обложкой и рекламными страницами.
По мере того, как менялась музыка 70-х годов, корректировались и цели издания. Начиная с 1976 года Trouser Press сфокусировал внимание на развитии панк-сцены, как лондонской, так и нью-йоркской. Здесь появились первые в Америке аналитические статьи о Sex Pistols, Boomtown Rats, The Clash, The Damned, Ramones, Television — задолго до того, как на эти группы обратили внимание ведущие американские издания.
В 1980 году в Trouser Press появилась колонка America Underground, посвященная местным очагам новых музыкальных идей и стилей. Начиная с 1982 года подписчики с каждым очередным выпуском журнала стали получать флекси-диски, многие из которых впоследствии сделались коллекционным раритетом. Несмотря на то, что тираж и авторитет журнала неуклонно росли, в апреле 1984 года (после выхода 96-го номера) главный редактор Айра Роббинс решил его закрыть, объяснив своё решение отсутствием новых идей как у музыкантов, так и у журналистов.
«Посмертная» жизнь журнала оказалась предопределена успехом энциклопедии The Trouser Press Guide to New Wave Records, первое издание которой вышло в 1983 году под общей редакцией Айры Роббинса в издательстве Charles Scribner’s Sons. Последовали многочисленные переиздания — под разными заголовками и в разных издательствах. Кульминацией процесса стал выход в 1997 году The Trouser Press Guide To 90’s Rock со статьями о 2000 группах и рецензиями на 8,5 тысяч альбомов. Книга до сих пор считается наиболее полной энциклопедией альтернативного рока 90-х годов.
Сокращённый контент всех пяти тематических энциклопедий Trouser Press собран на веб-сайте TrouserPress.сom, который постоянно обновляется как новыми статьями и обзорами, так и архивными материалами, принадлежащими Роббинсу и членам его журналистской команды.